# António Eduardo Romeiras de Macedo
António Eduardo Romeiras de Macedo ComC • ComA foi um administrador colonial português.

## Biografia
Exerceu o cargo de forma interina na Governador-Geral da Colónia de Angola em 1912, tendo sido antecedido por Manuel Moreira da Fonseca e sucedido por José Norton de Matos.
Coronel.
A 26 de Abril de 1919 foi feito Comendador da Ordem Militar de Avis e a 28 de Junho de 1919 foi feito Comendador da Ordem Militar de Cristo.